# チョン・ウングォル
チョン・ウングォル(정은궐)は大韓民国の女性小説家。2004年、『그녀의 맞선 보고서』で小説家デビューした。テレビドラマ『トキメキ☆成均館スキャンダル』などの原作小説の作者として有名である。
ロマンス小説コミュニティサイトのロマンティクで小説を連載していたが、現在は出版用の作品を執筆している。
デビュー作でのペンネームは「블루플라워」（直訳で「青い花」）、2作目以降は チョン・ウングォルを使用している。出版社パランメディアのブログで "ウングォル(은궐、銀闕)は '銀色大闕'といって月を意味する言葉です" と語った
。

## 作品
| 原題                 | 邦題                 | 出版年度             | 出版社                          | 巻数 | 備考                                                                |
| -------------------- | -------------------- | -------------------- | ------------------------------- | ---- | ------------------------------------------------------------------- |
| 그녀의 맞선 보고서   |                      | 2004年               | マウムジャリ(마음자리)          | 2巻  | デビュー作。                                                        |
| 해를 품은 달         | 太陽を抱く月         | 2005年 2011年 改訂版 | カラットブックス パランメディア | 2巻  | 2012年 MBCで放送されたドラマ『太陽を抱く月』の原作。                |
| 성균관 유생들의 나날 | 成均館儒生たちの日々 | 2007年 2009年 改訂版 | パランメディア                  | 2巻  | 2010年 KBSで放送されたドラマ『トキメキ☆成均館スキャンダル』の原作。 |
| 규장각 각신들의 나날 | 奎章閣閣臣たちの日々 | 2009年               | パランメディア                  | 2巻  | 『成均館儒生たちの日々』の続編。                                    |
| 홍천기               |                      | 2016年               | パランメディア                  | 2巻  | 2021年 SBSで放送されたドラマ『ホン・チョンギ』の原作。              |